# 10696 Giuliattiwinter
10696 Giuliattiwinter è un asteroide della fascia principale. Scoperto nel 1981, presenta un'orbita caratterizzata da un semiasse maggiore pari a 2,3190881 UA e da un'eccentricità di 0,0823030, inclinata di 3,24102° rispetto all'eclittica.